# Cavally
Cavally eller Cavalla River är ett vattendrag i Guinea och Elfenbenskusten samt längs Liberias gräns. Längs hälften av flodens längd bildar den högra (liberianska) stranden gräns mellan Elfenbenskusten och Liberia.